# مصفوف البحوث الفلكية المجمع في حيز الموجات المليمترية
كان المصفوف المجمع للبحث في علم فلك الموجات المليمترية ( CARMA ) أداة فلكية تتألف من 23 تلسكوبًا لاسلكيًا، تم تخصيصها في عام 2006.  شكلت هذه التلسكوبات مقياس تداخل فلكي حيث يتم دمج جميع الإشارات في جهاز كمبيوتر مصمم لهذا الغرض (يربط القياسات المجمعة من المصفوف ) لإنتاج صور فلكية عالية الدقة.  توقفت التلسكوبات عن العمل في أبريل 2015 وتم نقلها إلى مرصد راديو أوينز فالي للتخزين.
لقد خلفت مصفوفة أتاكاما الكبيرة المليمترية كارما في تشيلي CARMA كأقوى مقياس تداخل للموجات المليمترية في العالم. 

## الموقع
وفقًا لكتالوج مرصد كارما، كان متوسط ارتفاع جميع منصات التلسكوب على ارتفاع 2,196.223 متر (7,205.456 قدم) . كان المرصد يقع في جبال Inyo إلى الشرق من مرصد Owens Valley Radio ، في موقع يسمي سيدار فلات (بعد نقل مجموعة سيدار فلات Cedar Flat Group إلى الغرب من الطريق-168) ، ويمكن الوصول إليه عبر Westgard Pass . تم اختيار موقع الارتفاع العالي لتقليل امتصاص الموجة المليمترية في الهواء وفك تماسك الطور بواسطة بخار الماء الجوي.

## السمات
كانت هذه المجموعة فريدة من نوعها لكونها مجموعة غير متجانسة من التلسكوبات الراديوية ذات الأحجام والتصميمات المختلفة. كانت هناك ثلاثة أنواع من التلسكوبات، وجميع هوائيات Cassegrain العاكسة ذات المرايا الأولية المكافئة والمرايا الثانوية الزائدية:
- ستة تلسكوبات (هوائيات) كل منها بقطر 10.4 متر (34 ft). وكانت تلك جزءا من مصفوف OVRO التابع لـ معهد كاليفورنيا للتقنية.

تم نقلهم إلى سيدار فلات في ربيع 2005.
- تسعة تلسكوبات كل منها بقطر 6.1 متر (20 قدم) . كانت هذه موجودة سابقًا في مرصد Hat Creek Radio وتم تشغيلها من قبل اتحاد Berkeley-Illinois-Maryland Association ( BIMA ). تم نقل هذه من HCRO في ربيع 2005 إلى سيدار فلات Flat.
- ثمانية تلسكوبات كل منها 3.5 متر (11 قدم) . تم بناؤها كأداة لعلم الكونيات وتُعرف أيضًا باسم Sunyaev-Zel'dovich Array (SZA) ، وهو مشروع بقيادة جون كارلستروم في جامعة شيكاغو. أمضى مصفوف إس زد إيه ثلاث سنوات في قاع الوادي في مرصد راديو أوينز فالي لمراقبة الخلفية الكونية الميكروية ( CMB ) ومجموعات المجرات. في صيف عام 2008 ، وتم نقله إلى سيدار فلات.

## التنفيذ
كانت المشاهدات في المقام الأول في 3 نطاقات ملمترية (بتردد 80-115 جيجاهرتز) و 1 نطاق ملم (210-270 جيجاهرتز). هذه الترددات مفيدة للكشف عن العديد من الغازات الجزيئية، بما في ذلك ثاني أكثر الجزيئات وفرة في الكون وهو أول أكسيد الكربون .
تعد مراقبة أول أكسيد الكربون مؤشرًا غير مباشر لوجود غاز الهيدروجين الجزيئي (الجزيء الأكثر وفرة في الكون) والذي يصعب اكتشافه بشكل مباشر. يمكن أيضًا اكتشاف الغبار البارد في نطاق الطول الموجي هذا ويمكن استخدامه لدراسة الأقراص المكونة للكواكب حول النجوم، على سبيل المثال. في عام 2009 ، تم تجهيز الهوائيات OVRO مقاس 10.4 متر مع 27-35 أجهزة استقبال في نطاق جيجاهيرتز، وأجريت مشاهدات في نطاق السنتيمتر بالتنسيق مع هوائيات إس زد إيه. 

## VLBI
كان المصفوف CARMA عنصرًا مصفوفًا في الإثبات المبكر طريقة المشاهدة في مشروع Event Horizon Telescope ، وفي عام 2007 شارك في المشاهدات التي أظهرت أنه يمكن رؤية هياكل مقياس أفق الحدث في الثقب الأسود الهائل لمجرتنا، مجرة درب التبانة ، الرامي A* . 

## الجامعات المشاركة
كان مصفوف CARMA عبارة عن مجموعة مؤسسات مكون من ثلاث مجموعات أولية.
معهد كاليفورنيا للتكنولوجيا، جمعية بيركلي وإلينوي وماريلاند (BIMA) ، جامعة شيكاغو
- معهد كاليفورنيا للتكنولوجيا
- جامعة كاليفورنيا ، بيركلي ، مختبر علم الفلك الراديوي
- جامعة شيكاغو
- جامعة إلينوي في أوربانا شامبين ، مختبر التصوير الفلكي
- جامعة ماريلاند ، كوليدج بارك ، معمل لفلك الموجات المليمترية

## روابط خارجية
- موقع كرما نسخة محفوظة 11 يوليو 2020 على موقع واي باك مشين.
- موقع OVRO
- موقع BIMA
- ملاحظات Sunyaev-Zeldovich في BIMA و OVRO
- كارما: المواصفات والحالة نسخة محفوظة 2 أبريل 2015 على موقع واي باك مشين. ، 2002